# Gnaeus Arulenus Caelius Sabinus
Gnaeus Arulenus Caelius Sabinus war ein römischer Senator und angesehener frühklassischer Rechtsgelehrter im 1. Jahrhundert n. Chr.
Sabinus wurde noch von Kaiser Nero oder Galba zusammen mit Titus Flavius Sabinus zum Suffektkonsul für die Monate Mai und Juni des Jahres 69 designiert. Gegen ihre Amtsführung hatte auch der siegreiche Vitellius nichts einzuwenden, so dass Sabinus sein Konsulat antreten konnte.
Sabinus war mit Kaiser Vespasian verwandt. Er war Vorsitzender der sabinianischen Schule und schrieb die Libri de edicto aedilium curulium und andere Schriften und wird mehrfach in den Digesten angeführt.